# 拉扎罗·马林
拉扎罗·马林（西班牙語：Lazaro Marin，1967年3月30日—），古巴前男子排球运动员。他曾代表古巴国家队参加1992年和1996年夏季奥林匹克运动会排球比赛，分别获得第四名和第六名。